# Relaciones Bolivia-Chile
Las Relaciones Bolivia-Chile se refieren a las relaciones entre el Estado Plurinacional de Bolivia y la República de Chile. El 17 de marzo de 1978, Bolivia rompió relaciones diplomáticas con Chile y desde esa fecha hasta la actualidad, ambos países solamente mantienen relaciones a nivel consular (sin embajadas). La causa de que Bolivia haya roto las relaciones con Chile el año 1978, se debió al fracaso de las negociaciones territoriales que buscaban una solución a la mediterraneidad boliviana.
A lo largo de la historia, estos dos países de Sudamérica han tenido relaciones estiradas después de la independencia a principios del siglo XIX, debido a la disputa del Corredor de Atacama. Las relaciones se tornaron agrias después de que Bolivia perdió su costa a favor de Chile, a finales del siglo XIX, durante la Guerra del Pacífico, convirtiéndose en un país sin salida al mar. Sin embargo, Bolivia todavía reclama una salida soberana al Océano Pacífico. En la actualidad ambos países comparten una frontera de 942 kilómetros de extensión.
Con la asunción de Michelle Bachelet en Chile, las relaciones mejoraron; sin embargo, en 2012 la disputa territorial se tornó más grave y el entonces presidente boliviano Evo Morales demandó a Chile ante la Corte Internacional de Justicia en 2013, iniciando un nuevo proceso de tensión entre ambos países, y que en 2018 finalizó con un fallo desfavorable para Bolivia, desestimando cualquier obligación del Estado chileno a sentarse a una negociación.

## Historia

### Dominio español
Desde el siglo XVI, tanto los territorios bolivianos como chilenos formaron parte del Imperio español y fueron administrados de manera independiente. En un comienzo, al igual que la Capitanía General de Chile, la Provincia de Charcas formaba parte del Virreinato del Perú hasta que fue traspasada al Virreinato del Río de la Plata y posteriormente rebautizada como Alto Perú.

### SigloXIX
En el siglo XIX, una vez obtenidas sus respectivas independencias de España, las relaciones entre ambos países tuvieron como temas prioritarios definir la frontera común, reglamentar las relaciones entre los estados con la protección de sus ciudadanos y la política de bloques que llevaba a los países a unirse para defender sus intereses contra los de otros bloques o países. Para Bolivia eso significaba también obtener una solución para la anómala situación de su comercio exterior, porque aunque políticamente poseía una salida al mar por el Litoral o Antofagasta, esta era inutilizable por la distancia a sus centros poblados y por la falta de caminos expeditos. Existieron además intentos de volver a unir Perú con el Alto-Perú o más aún a Perú, Bolivia, Ecuador, Colombia (con Panamá) y Venezuela. Esto provocaba temores en los países limítrofes Chile y Argentina, pero también en los Estados Unidos de América.: 23–24  Pero también entre Perú y Bolivia existían proyectos y desavenencias, de hecho Bolivia intentó varias veces obtener, de una u otra manera, la región de Tacna y Arica. 
Chile, que era regido desde el año 1830 por gobiernos estables y elegidos, buscaba favorecer su comercio e industria en y con Bolivia y Perú, lo contradecía los afanes peruanos de promover el puerto del Callao como principal en la costa del Pacífico Sur, y a veces también los bolivianos.
A lo largo del siglo no se logró zanjar ningún acuerdo definitivo en esos temas. La definición conjunta de la frontera, tras el fracaso de los tratados de 1866 y 1874, solo ocurrió en 1904. Los bienes embargados a chilenos durante la Guerra eran aun un tema de discusión a finales de siglo y si una unión con Perú dejó de ser un objetivo boliviano, sucesivos acuerdos con Argentina aun levantan suspicacias en Chile.
Bolivia, que tenía disputas con cada uno de sus vecinos, se acercó a cada uno de ellos y se puede ver que Bolivia fortaleció a su temporal aliado, sea Perú, Chile o Argentina, pero a su vez, la volatilidad de su política exterior fue un problema no solo para sus aliados sino también para la consecución de sus propios fines bolivianos.
Se puede escoger la división que hace José Miguel Concha en su libro "Iniciativas chilenas para una alianza estratégica con Bolivia (1879-1899)" en su estudio de las relaciones bilaterales en el siglo XIX. El autor divide primero dos largas fases 1825-1836-1842 para luego ir directamente a la tercera fase 1879-1899 que a su vez divide en varias. Si agregamos la fase 1843-1878 queda la siguiente secuencia:: 35–36 

1 1825-1836 una etapa en que ambos gobiernos se ignoraron mutuamente a pesar de su vecindad (Capítulo I)

2 1836-1842, el periodo de la guerra contra la Confederación y los años inmediatamente posteriores (Capítulo I)

3 1842-1878
4 1879-1884, Domingo Santa María y la "política boliviana" (Capítulo II)

5 1884-1891, Bonanza de Chile y abandono de la política boliviana (Capítulo III)

6 1891-1896, Tensiones Argentina-Chile y resurgimiento de la política boliviana (Capítulo IV)

7 1895 Los fracasados tratados de 1895 (Capítulo V)

8 1896-1898 La Política peruana(Capítulo VI)

9 Distensión chileno-argentina

### Relaciones 1825-1836
Durante la colonia todos los territorios de marras pertenecían al rey de España y no tenía mucho sentido fijar exhaustivamente límites interiores, menos aún en territorios despoblados y sin importancia económica. Esta desidia permaneció durante los primeros años republicanos de Chile y luego Bolivia. Tras su independencia, los países de América del Sur establecieron sus fronteras usando el principio del uti possidetis: te pertenece lo que te pertenecía. Solo cuando se incrementaron los medios de viajes y el interés económico por la región del desierto, los gobiernos se preocuparon de fijar sus fronteras.
En 1825, Bolivia fundó el puerto de Cobija para tener un puerto propio por donde comerciar, pero la pequeña caleta nunca prosperó y el comercio exterior a través del puerto peruano de Arica fue la norma del desarrollo.
Como dice J. M Concha, ambos gobiernos se ignoraron durante esta fase.

### Relaciones 1836-1842
El primer: lxiii  acuerdo escrito entre ambos gobiernos fue el Tratado de Amistad, Comercio y Navegación entre Bolivia y Chile de 1833.
La siguiente fase fue determinada principalmente, no por problemas limítrofes, sino por el temor de Argentina y Chile a la Confederación Perú-Boliviana creada en 1836 por Andrés de Santa Cruz, una república que cambiaría el mapa del sur del continente. El nuevo estado fue percibido por el ministro chileno Diego Portales, así como el caudillo argentino Juan Manuel de Rosas como una amenaza para los intereses chilenos y argentinos y el equilibrio de fuerzas en la región y condujo a ambos países a la Guerra contra la Confederación Perú-Boliviana en 1836, en la que numerosos exiliados peruanos acompañaron al ejército chileno hacia el norte para expulsar lo que una parte de Perú consideraba una agresión boliviana. La confederación fue disuelta en 1839 y este fue el punto de inflexión en la historia boliviana para los siguientes casi 60 años, los golpes y las constituciones efímeras dominaron la política boliviana.[cita requerida]

### Relaciones 1842-1878

La frontera (norte-sur) entre Bolivia y Chile como fue establecida en el tratado de 1866. El polígono verde es la zona de beneficios mutuos. Ni la frontera oriental de Chile ni las otras fronteras estaban definidas.

En esta fase se establecieron varios de los fundamentos de las relaciones futuras. El gobierno de Bolivia había intentado con la fundación del puerto de Cobija poblar y conectar su zonas centrales con el Litoral, tanto para asegurar su soberanía como para obtener recaudaciones fiscales de la explotación de las riquezas allí descubiertas, entre otras, guano, salitre y plata. Sin embargo sus esfuerzos fracasaron, los puertos de Cobija y Mejillones languidecían y no habían capitales ni trabajo boliviano en la zona. Solo cuando en 1866 la compañía chilena de Salitres y Ferrocarril de Antofagasta (CSFA) comenzó a explotar y exportar el nitrato y el boráx, la zona del Litoral fue poblada, pero por chilenos. Por otro lado, el comercio exterior boliviano nunca salió por la costa de Antofagasta sino que transitaba por Arica con lo cual Perú tenía un modo directo de influir sobre Bolivia. Pero quizás más que eso, diría Roberto Querejazu Calvo, pesaba la "relación atávica" entre ambas provincias del Imperio incaico
Es decir, Bolivia se movía entre dos países que ofrecían y exigían ventajas (licencias de explotación del guano y el salitre, libre tránsito de mercaderías, construcción de caminos y ferrocarriles, salida al mar apropiada, protección de su integridad territorial), pero en vez de resolver las tensiones con acuerdos adecuados entre los países, las tensiones aumentaron hasta la guerra. 
Un breve paréntesis significó la Guerra hispano-sudamericana, provocada por la presencia agresiva de una flota española en las costas del Pacífico Sur. Las repúblicas de Bolivia, Chile, Ecuador y Perú firmaron el Tratado de alianza defensiva y ofensiva de 1865 que unió a las repúblicas del Pacífico Sur contra la decadente potencia colonial. La guerra trajo la destrucción de Valparaíso, la consolidación de Perú como potencia naval sudamericana y a Chile el convencimiento de que debía poseer una armada con poder disuasivo. Quizás el más positivo de los efectos de la guerra fue el de empujar a Bolivia y a Chile a la fijación de su frontera común.
Bolivia consideraba el paralelo 27°S como la frontera de ambos países, en cambio Chile argumentaba que la frontera era el paralelo 23°S, disputa que fue llamada la Cuestión del Paposo por el nombre de un río que, según Bolivia, marcaba la frontera. Debido a esta indefinición se produjeron varios incidentes: en los años 1846 (Janequeo), 1847 (fragata Chile), 1857 (fragata Esmeralda).: 38 
Tras una fase álgida, ambos países, llevados por un espíritu panamericanista surgido de la guerra contra España, firmaron el 10 de agosto el Tratado de límites entre Bolivia y Chile de 1866 que fijó el paralelo 24°S por primera vez como la frontera común en el Desierto de Atacama. No quedó establecido el límite oriental de Chile, lo que llevaría posteriormente al Litigio de la Puna de Atacama. Pero la causa más inmediata de conflicto fue la mezcla en el tratado de temas económicos y de soberanía ya que entre los paralelos 23°S y 25°S se estableció una zona de beneficios mutuos que posteriormente fue vista en Bolivia como una transgresión a su soberanía sobre la región. En enero de 1871 fue derrocado Melgarejo y su sucesor, Morales, decretó nulos todos sus contratos y tratados. Esta medida afectó a Chile pero también a Argentina y Brasil.: 40–41  En Chile se veía con desencanto la sucesión de cambiantes gobiernos que no respetaban los tratados.
Por su parte, Perú, el otro potencial aliado de Bolivia, que a partir de la década de 1840s había gozado de la bonanza de la era del guano, comenzaba a sentir la baja de las recaudaciones fiscales provenientes de sus exportaciones de guano y se veía incapaz de pagar las deudas originadas por el despilfarro y las malas inversiones en el ferrocarril. En 1873 Perú creó el Monopolio peruano del salitre que debía entregar el control de las exportaciones del fertilizante al estado. Tras el fracaso, en 1875 se estatizaron las salitreras de la provincia peruana de Tarapacá y en 1876 se compraron por medio de un testaferro las licencias de explotación de salitre en la región boliviana de El Toco. La influencia del gobierno de Lima indujo a Bolivia a rechazar el acuerdo de Corral-Lindsay, alcanzado para superar los desacuerdos en el tratado de 1866. El mayor logro de la diplomacia peruana fue, sin embargo, el Tratado de Alianza Defensiva (Perú-Bolivia) de 1873 que también debía incluir a Argentina uniendo militar- y secretamente a países que tenían disputas fronterizas con Chile. El fin de la alianza era, según Edgardo Mercado Jarrín:

El plan que el gobierno peruano proponía, sobre la base de la triple alianza, era este: "interponer nuestros buenos oficios si las cosas llegaran a un rompimiento, y proponer que los puntos cuestionados se sometan a un arbitraje. Si los buenos oficios no fuesen aceptados, entonces hacerles comprender que asumimos el carácter de mediadores y que ligados como nos hallábamos, por un tratado, tendríamos que ayudar con nuestra fuerza si no se accedía a sujetarse a un arbitraje.
Edgardo Mercado Jarrín Política y estrategia en la guerra con Chile, pág. 28

Sin consultar a Perú como establecía el tratado de 1873 y en contradicción al rechazo del acuerdo Corral-Lindsay, Bolivia suscribió el nuevo Tratado de límites entre Bolivia y Chile de 1874 que disolvió la inaplicable zona de beneficios mutuos del acuerdo anterior pero impuso a Bolivia la obligación de no aumentar ni crear nuevos impuestos a las empresas chilenas en Antofagasta. Las razones que se aducen, ya que no hay documentos oficiales, es la llegada a Chile de la Fragata blindada Blanco Encalada y la interminable Cuestión de Tarija con Argentina.
Entretanto, se habían acumulado en el altiplano notables inversiones chilenas en las minas de Corocoro, Huanchaca, Caracoles, Antofagasta y en bancos bolivianos. Pero también la población de Antofagasta era chilena. Por falta de capital e interés de sus empresarios, Bolivia había permitido un control económico y demográfico de Antofagasta por parte de la población chilena con el fin de construir una infraestructura en el Litoral. Debido a sus carencias económicas y a su atraso institucional, Bolivia no podía enfrentar militarmente a Chile en su disputa por la región de Antofagasta.

### 1879-1899:Política bolivianadel gobierno de Chile

#### Guerra del Pacífico
El tema del impuesto de los 10 centavos pertenece cronológicamente a la fase anterior, pero por sus consecuencias debe ser tratado en la fase de la Guerra del Pacífico. El impuesto, a todas luces indebido, fue rechazado por la empresa y también por el gobierno chileno. Hilarión Daza, como un toro enceguecido,: 235  escaló el conflicto a través del cobro, embargo de los bienes y por último, la rescisión de las licencias de explotación de la CSFA. Una vez perdida la franja disputada continuo con la expulsión de los ciudadanos chilenos, el embargo de sus bienes y una declaración de guerra a un país militarmente mucho más fuerte.

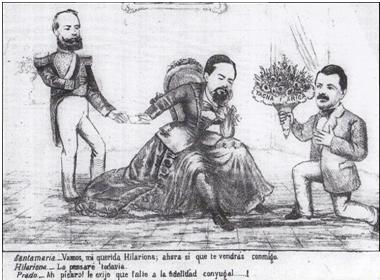
Caricatura, publicada por El Barbero en Santiago de Chile el 18 de octubre de 1879. Hilarión Daza caracterizado como una mujer, es pretendida por Domingo Santa María con un ramo de flores donde se leen los nombres de Tacna y Arica. Mariano Ignacio Prado se impone de las intenciones chilenas por una carta de Daza, a la par que interpela a Santa María por incitar a la infidelidad de la nación del altiplano.

No están claras las razones que tuvo Daza para tal desmedida provocación. Autores peruanos como Jorge Basadre y José Antonio de Lavalle insisten en que fue un error de la diplomacia peruana no contener al dictador boliviano. Sin embargo, Gonzalo Bulnes y Bruce St.John ven intenciones peruanas en el origen de la guerra. Ronald Bruce St John considera que los intereses peruanos inducían a la guerra:
Aunque evidencias concluyentes que enlacen al Perú con el impuesto de los 10 centavos o con la confiscación de la CSFA nunca han aparecido, esta claro que los intereses peruanos tenían profundas razones para ir a la guerra.
A partir de la rescisión de las licencias el gobierno chileno consideró roto por Bolivia el tratado de 1874 y el 14 de febrero de 1879 tropas chilenas ocuparon la franja entre los paralelos 23°S y el 24°S. Perú intentó vanamente la mediación de Lavalle en Santiago, pero cuando se dio a la luz pública el tratado secreto de 1873, Chile declaró la guerra a los aliados. Según Lavalle una de las razones de Perú para entrar a la guerra fue la volatilidad de la política exterior boliviana:: 25  ... sin que con tal conducta [negarse Perú a entrar en guerra] se hubiera conseguido más que duplicar nuestros enemigos ....
Chile, enfrentado a dos que podían aumentar a tres, ideó la política boliviana que, promovida por Domingo Santa María, consistía en ofrecer a Bolivia una salida al mar por Tacna y Arica a cambio de la entrega a Chile de los territorios al sur de la Quebrada de Camarones. Un acuerdo win-win para ambos pero desastroso para Perú. Bolivia cumpliría la función de un Estado tapón: 101  entre Perú y Chile. Hoy en día se le llamaría Realpolitik.
Apenas comenzada la guerra Chile buscó realizar esos planes. Justiniano Sotomayor Guzmán, gerente de la mina de cobre de Corocoro en Bolivia y conocido de Daza que había abandonado Bolivia oportunamente antes de la expulsión de los chilenos, envió dos cartas al dictador boliviano recomendando una alianza con Chile. Posteriormente, Gabriel René Moreno y Luis Salinas Vega recibieron de Domingo Santa María el encargo de hacer presente a Daza las ventajas de una alianza con Chile. Daza escuchó las ofertas, simuló estudiarlas, pero las dio a conocer públicamente y continuo la guerra. Los gobiernos chilenos, a pesar del rechazo boliviano, continuaron durante la guerra sus intentos. 
Daza fue derrocado y reemplazado por Campero. Aunque habían en Bolivia fuertes corrientes de apoyo a una alianza con Chile, Bolivia permaneció en la alianza, aun tras las derrotas aliadas en la campaña naval, en la Campaña de Tarapacá y en la Campaña de Tacna y Arica, y a pesar de no tener los medios materiales para continuar la guerra. En su falta de realismo incluso formaron los Estados Unidos Perú-Bolivianos, una entidad sin uso práctico, que solo sirvió la vanidad de los signatarios.
Por mediación estadounidense se reunieron representantes de los tres beligerantes en la Conferencia de Arica (22 al 27 de octubre de 1880) para encontrar un acuerdo y finalizar la guerra. Bolivia continuó su apoyo a Perú que exigió el statu quo de antes de la guerra y que Chile pagase una indemnización a Perú. Sin embargo, los representantes bolivianos se entrevistaron secretamente con sus colegas chilenos, fraguaron planes para un acuerdo, pero no tenían respaldo en el gobierno.: 69  Aniceto Arce, entonces vicepresidente y posteriormente presidente de Bolivia, fue desterrado durante la guerra por promover un acuerdo con Chile. Otra vez en 1882 ambos gobiernos intentaron secretamente, y sin éxito, acordar un pacto de tregua.: 74 
Tratado de tregua de 1884
Bolivia fue un fiel aliado de todos los gobiernos peruanos durante la guerra, excepto del que firmó la paz. Por esa razón jamás intervino en las negociaciones de los gobiernos de Chile y Miguel Iglesias que condujeron al Tratado de Ancón. Demasiado tiempo permaneció Bolivia fiel al moribundo gobierno peruano de Lizardo Montero quien finalmente debió huir a Bolivia tras la batalla de Huamachuco y la ocupación de Arequipa con que finalizó la guerra. Una continuación de la guerra con Chile por parte de Bolivia sin aliados era impensable y su gobierno firmó el Pacto de Tregua entre Bolivia y Chile de 1884 que reconoció tácitamente (por omisión) la soberanía chilena sobre la franja entre los paralelos 23°S y el 24°S, pero dejaba solo bajo administración chilena la región entre el paralelo 23°S y el río Loa. Sin embargo, la suerte de la parte restante ya estaba echada porque Perú en el Tratado de Ancón cedió la provincia de Tarapacá. Un retorno del Litoral o parte de él a Bolivia cortaría el territorio del vencedor en dos partes.

### Posguerra

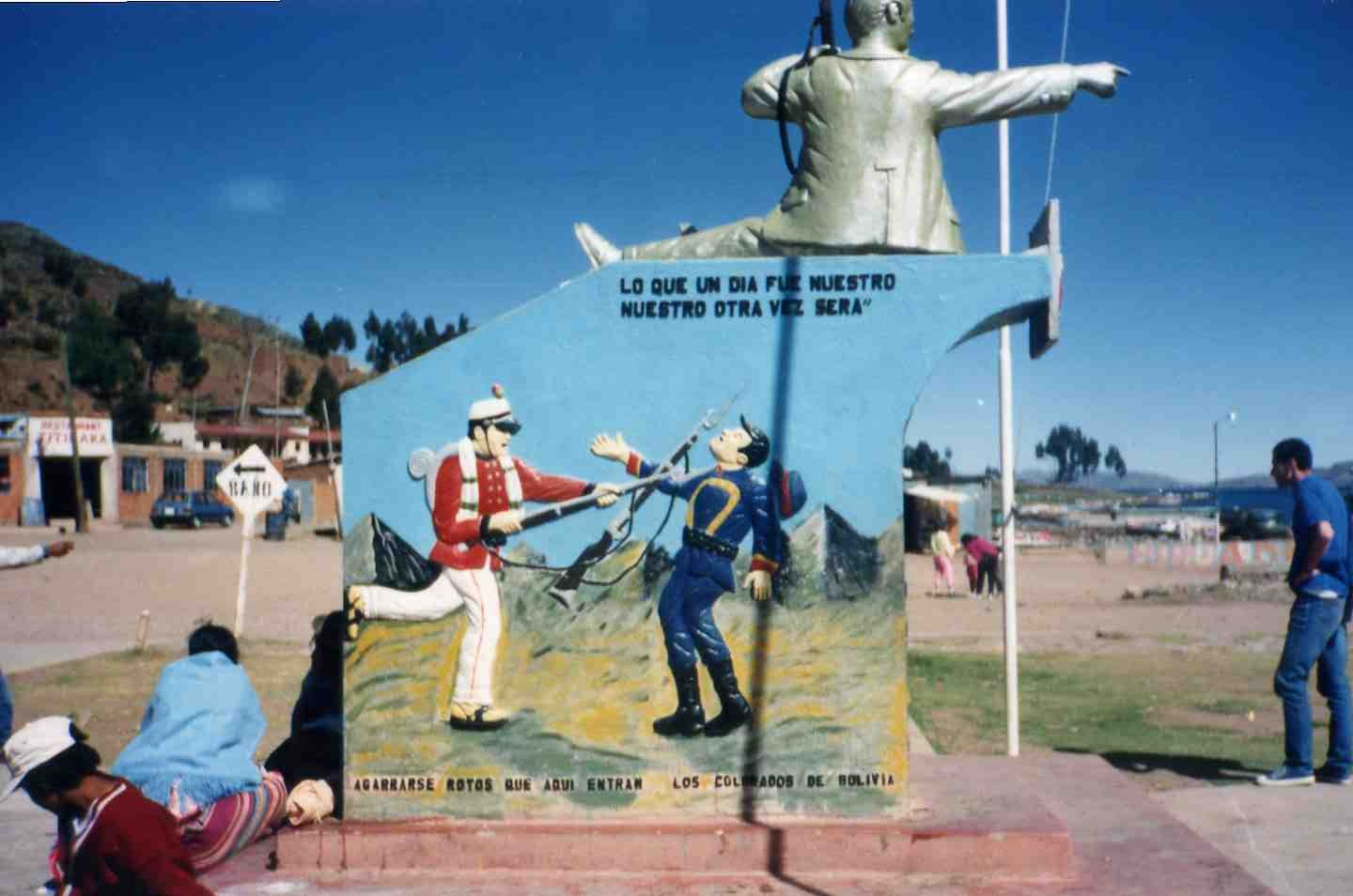
La guerra fuera de las consecuencias territoriales, dejó una secuela de muerte y heridos, como también un clima de odiosidad, desvalorización y revanchismo que desde allí ha ensombrecido la relación entre nuestros pueblos

El fin de la guerra no mejoró las relaciones entre ambos países que continuaron influenciadas por Perú y Argentina. Este último tenía disputas limítrofes y de hegemonía en la región, estas provenientes del Darwinismo social reinante en la época.
José Miguel Concha sostiene que la holgada victoria chilena en la guerra trajo consigo el abandono de la política boliviana entre 1884 y 1891,: 81  pero a medida que aumentaban las tensiones con Argentina, resurgió como un intento de evitar el ingreso de Bolivia a una guerra que se consideraba inminente. Según Concha, la Guerra civil de 1891 mostró a sus vecinos un Chile dividido y debilitado.: 91 
Bolivia utilizó y estimuló las disputas entre Chile y Argentina para provecho propio. Resolvió la disputa con Argentina sobre Tarija cediendo a esta la Puna de Atacama que pertenecía al Litoral boliviano cedido a Chile en el Pacto de Tregua de 1884. Este intercambio, iniciado secretamente en 1889 no se realizó por temores a la supremacía militar chilena sino hasta el 10 de marzo de 1893, una vez que la guerra civil había disminuido el potencial militar de Chile, real o percibido.
Durante la guerra civil chilena de 1891, el gobierno de Arce ofreció el paso de armas a los insurgentes a cambio de la promesa de un puerto, lo que los congresistas rechazaron.: 92 

#### Acuerdos gubernamentales de 1895
En 1895 ambos gobiernos acordaron lo que posteriormente ha sido considerada la mejor y más realista oferta: 102  para una salida al Pacífico. Ese año los gobiernos de Jorge Montt y Aniceto Arce firmaron varios acuerdos cuyas partes más importantes señalamos aquí:
- Tratado de Paz y Amistad
  - Chile se hace cargo de las deudas bolivianas causadas por el embargo de propiedades chilenas durante la guerra
  - Chile obtiene la soberanía sobre toda la región del litoral boliviano
- Tratado de Comercio
  - Amplia y recíproca libertad de comercio entre ambos países
- Tratado de Transferencia de Territorios
  - Chile entregará Tacna y Arica a Bolivia en caso de obtener esos territorios de Perú
  - Chile entregará la caleta Vítor a Bolivia en caso de no obtener los territorios de Tacna y Arica de Perú

La Asamblea de Bolivia exigió enmiendas para mejorar el tratado, que finalmente no fue aprobado. La verdadera razón, según Concha, fue la esperanza de una corriente mayoritaria en Bolivia que consideraba que Argentina derrotaría a Chile en la siguiente guerra y que Bolivia recuperaría todos los territorios perdidos en 1879.: 115 
A partir de 1896 y hasta 1898 la política boliviana fue cuestionada y finalmente desechada a favor de una política peruana que, según Concha, nació del convencimiento de que era imposible un avenimiento con Bolivia: 118  y que la neutralidad de Perú era mejor para Chile que la de Bolivia. Todo esto condujo a los Protocolos Billinghurst-Latorre para encontrar una solución al problema entre Chile y Perú.: 123–124  Cuando el Abrazo del Estrecho (1899) distendió las relaciones en el Cono sur y, más aún, el gobierno argentino anunció, mucho antes de los Pactos de Mayo de 1902, que no intervendría en los asuntos del Pacífico, Perú y Bolivia debieron una vez más negociar con Chile, esta vez con intereses contrapuestos, pues ambos países deseaban las provincias de Tacna y Arica.: 142 

### SigloXX
A partir de la firma del tratado que definió en 1904 la frontera, Bolivia ha intentado vanamente revertir con apelaciones a los organismos internacionales. Paralelamente ha acusado a Chile de incumplimiento tratados, entre ellos a causa de la utilización por Chile de las aguas del río Lauca, también del río Silala, de la violación de los derechos humanos de policías bolivianos detenidos en Chile, de la violación por parte de Chile del tratado de Ottawa por el minado de la frontera, incumplimiento del tratado de 1904,, discriminación contra los conductores bolivianos en Chile, pero también ha decidido por plebiscito no suministrar insumos para Chile ni autorizar su venta por otros países. No se puede más que concluir como Ovando y Santana que: Aquí sostenemos que, en rigor, la reivindicación boliviana por el supuesto uso chileno ilegal de las aguas de los ríos Lauca, Caquena y Silala, no tiene un objetivo en sí mismo sino que se enmarca en la reivindicación marítima de ese país.
Bolivia rompió las relaciones diplomáticas oficiales con Chile el 15 de abril de 1962, al no paralizar este las obras de regadío del Lauca. En la década de los 1970s fueron restablecidas y nuevamente cortadas por Bolivia.

### Tratado de 1904

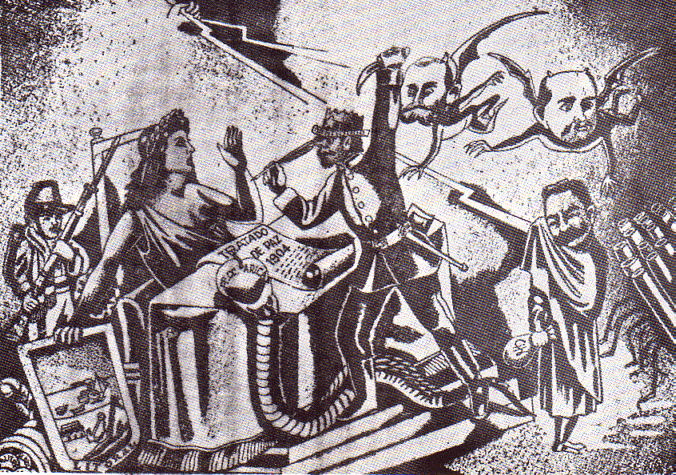
Alegoría boliviana de la firma del tratado de 1904, con varias sugerencias históricas como el hombre con la bolsa de libras esterlinas, probablemente, John North, el amenazante hombre con el corvo, Abraham König.

A comienzos del siglo la posición chilena se endureció y acreditó en Bolivia a Abraham König quien se negó a continuar discutiendo sobre una salida al mar. Finalmente, el Tratado de 1904 entre Chile y Bolivia señala la cesión absoluta y perpetua de los territorios bolivianos ocupados por Chile, correspondientes al antiguo departamento del Litoral (actual Región de Antofagasta), lo que dejaba a Bolivia sin acceso al océano Pacífico. El tratado además incluye una serie de cláusulas con el fin de suplir la carencia de una salida marítima soberana, dentro de las que se destacan la obligación de Chile de construir un ferrocarril entre Arica y La Paz, la concesión de créditos, derechos de libre tránsito hacia puertos en el Pacífico y el pago de 300 mil libras esterlinas como compensación.
El tratado fue aprobado por la Asamblea de Bolivia y obtuvo un claro apoyo entre la población: el ministro de Relaciones Exteriores Eliodoro Villazón fue elegido sucesor del presidente Ismael Montes quien a su vez fue reelegido como presidente para el periodo 1913-1917.: cclxv  Sin embargo, ya a partir de 1910 se registran solicitudes bolivianas ante Chile y Perú para obtener una salida al mar por Tacna o Arica, aun en disputa,así como en 1920 ante la Liga de las Naciones, la V Conferencia Internacional Americana de 1923, Congreso Internacional de Derecho de Buenos Aires de 1925. (Ver más detalles en la obra de Matías Fontecilla: cclxiv )
Con la firma del Tratado de Lima en 1929 en que Tacna es devuelto a Perú y Chile recibe Arica, se extinguió la posibilidad para Bolivia de obtener esos territorios.

### Negociaciones adicionales (1964-1978)
Las relaciones diplomáticas entre Bolivia y Chile siguieron siendo estiradas debido a la aspiración de una salida de este país al mar. En 1964, el presidente boliviano Víctor Paz Estenssoro cortó relaciones diplomáticas con Chile. Los generales Augusto Pinochet y Hugo Banzer restablecieron las relaciones diplomáticas en 1975 e intentaron zanjar disputas territoriales. Las negociaciones secretas se iniciaron en 1973. Ese año, Pinochet y Banzer se reunieron en el pueblo fronterizo boliviano de Charaña. Allí Pinochet acordó dar a Bolivia una pequeña franja de tierra entre la ciudad chilena de Arica y la frontera con Perú. Sin embargo, el Tratado de Lima entre Perú y Chile especificaba que Chile debía consultar a Perú antes de conceder cualquier territorio que antes fueron peruanos a un tercero (es decir, en ese entonces la I Región de Tarapacá). El presidente peruano, Francisco Morales Bermúdez, no estuvo de acuerdo con la oferta de Charaña y en cambio redactó su propia oferta, en la cual las tres naciones compartirían la administración del puerto de Arica y el mar inmediatamente delante de él. Pinochet rechazó este acuerdo, y Banzer rompió relaciones diplomáticas con Chile otra vez en 1978, manteniendo a partir de esa fecha solamente relaciones consulares. Adicionalmente, la dictadura militar de Chile procedió a minar todas sus fronteras durante la década de 1970, incluyendo la frontera chileno-boliviana. Las autoridades de la época justificaron este hecho a la prevención de un ataque exterior, el combate al narcotráfico y la inmigración ilegal.

### SigloXXI
Con la subida al poder de Evo Morales en 2006 hubo un vuelco en la política exterior boliviana, que buscó apoyo en fuerzas ideológicamente convergentes dentro y fuera de Chile y ha llevado el caso a muchos tribunales internacionales. Aunque inicialmente pareció encontrar eco en la Concertación de partidos por la democracia, la agenda entre ambos países no ha progresado.

### Conflicto del gas (2002-2006)
A principios de 2002, la administración del presidente Jorge Quiroga propuso construir la tubería por Chile hasta el puerto de Mejillones, la ruta más directa al Pacífico para exportar el gas recién descubierto en Bolivia. El monto de las inversiones sería de 6000 millones USD
Los bolivianos comenzaron a hacer una campaña en contra la opción chilena, sosteniendo en cambio que la tubería debería pasar por el norte, hacia el puerto peruano de Ilo, que posee menor distancia respecto de los mercados objetivo. Según estimaciones chilenas, la opción Mejillones sería 600 millones de dólares más barata, sin embargo, el Perú afirmó que la diferencia en el coste no sería más de 300 millones de dólares. Los defensores bolivianos de la opción peruana afirman que el paso de la tubería del transporte del gas  beneficiaría la economía de la región del norte de Bolivia por la cual la tubería pasaría.
Los partidarios del paso del gasoducto por Chile sostuvieron que era poco probable que los financieros estadounidenses desarrollarían instalaciones de procesamiento dentro de Bolivia; mientras que sus detractores sostenían que se debía solucionar primero la mediterraneidad de Bolivia o, en todo caso, la estatización de los hidrocarburos.
El sucesor de Lozada, Carlos Mesa, realizó un plebiscito  con la pregunta ¿Está Ud. de acuerdo con la política del presidente Carlos Mesa de usar el gas como un recurso estratégico para obtener una salida viable y soberana al océano Pacífico?. El 54.79% de los votantes aprobaron la propuesta.

### Agenda de los 13 temas
En el año 2006, los presidentes de ambos países acordaron trabajar conjuntamente en una agenda de trece puntos:
1. Desarrollo de la confianza mutua
2. Integración fronteriza
3. Libre tránsito
4. Integración física
5. Complementación económica
6. Tema marítimo
7. Silala y recursos hídricos
8. Instrumentos de lucha contra la pobreza
9. Seguridad y defensa
10. Cooperación para el control de tráfico ilícito de drogas y productos químicos esenciales y precursores
11. Educación, ciencia y tecnología
12. Culturas
13. Otros temas

### Demandas ante la Corte Internacional de Justicia (2013-2022)
Entre el 2013 y 2022, Chile y Bolivia mantienen disputas ante la Corte Internacional de Justicia. El primer caso es sobre la negociación de una salida al mar y el otro por las aguas del Silala.
En el 2021 las representaciones de Bolivia y Chile acordaron avanzar en una hoja de ruta.

#### Controversia sobre la negociación marítima entre Bolivia y Chile (2013-2018)
El 24 de abril de 2013 el gobierno de Bolivia inició formalmente, ante la Corte Internacional de Justicia, la presentación de una demanda para solicitar a Chile la negociación de una salida soberana al mar. El 15 de abril de 2014, el Estado Plurinacional de Bolivia presentó su memoria.
El agente del Estado Plurinacional de Bolivia ante la Corte fue el expresidente Eduardo Rodríguez Veltzé, mientras el agente de la República de Chile fue el embajador Felipe Bulnes. El 29 de abril, el también expresidente de Bolivia Carlos Mesa fue designado por el presidente Evo Morales como representante internacional de la causa marítima. Su tarea es explicar las motivaciones y pormenores de la demanda boliviana frente a organismos multilaterales y gobiernos de todos los países del mundo.
El 23 de mayo, el canciller chileno Heraldo Muñoz dijo que existe la posibilidad de cuestionar la competencia de la Corte Internacional de Justicia de La Haya ante la demanda por acceso al mar planteada por Bolivia.
El 1 de octubre de 2018, la Corte Internacional de Justicia (CIJ) dio a conocer su fallo, en el que rechaza todos los argumentos de Bolivia, tendientes a obligar a Chile a volver a la mesa de negociación.
En su fallo, la CIJ no encuentra manera de establecer la existencia de una obligación para Chile de negociar con Bolivia este tema. La decisión se tomó con 12 votos a favor y 3 en contra el día 1 de octubre del año 2018 declarando que Chile no tiene y no tendrá obligaciones a sentarse a dialogar la demanda marítima de Bolivia. Con este fallo de la CIJ se terminan las aspiraciones legales de Bolivia de retornar al mar.

#### Controversia sobre las aguas del Silala entre Bolivia y Chile (2016-2022)
Chile presentó una demanda 6 de junio de 2016 ante la Corte Internacional de Justicia por las aguas del Silala. El 1 de diciembre de 2022, la Corte Internacional de Justicia (CIJ) emitió un fallo.

## Comercio exterior entre Bolivia y Chile
En 2023, el intercambio comercial entre ambos países ascendió a los 1 648 millones de dólares estadounidenses, lo que supuso un 6,9% de crecimiento promedio anual en los últimos cinco años. Los principales productos exportados por Chile fueron aceites combustibles destilados (gasoil, diesel oil), mientras que Bolivia exportó mayoritariamente harinas de tortas de la extracción del aceite de soja.

## Misiones diplomáticas residentes

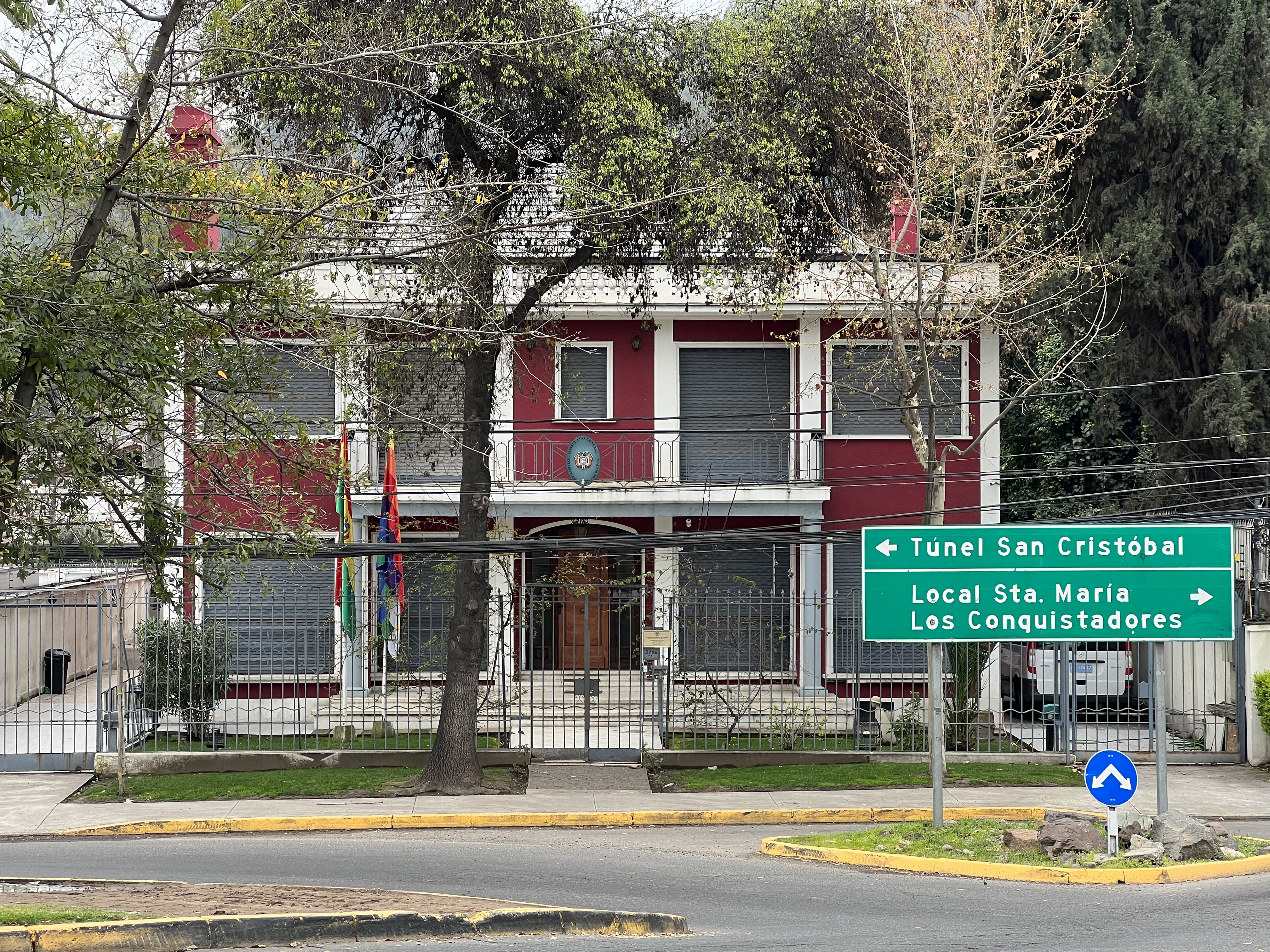
Consulado-General de Bolivia en Santiago de Chile

- Bolivia tiene consulados-generales en Santiago y Arica y consulados en Antofagasta, Calama y en Iquique.[35]
- Chile tiene consulados-generales en La Paz y en Santa Cruz de la Sierra.[36]